# Christmas Comes This Time Each Year
Christmas Comes This Time Each Year is de vijftiende aflevering van het vijfde seizoen van het tienerdrama Beverly Hills, 90210, die voor het eerst werd uitgezonden op 21 december 1994.

## Verhaal
Het gaat goed tussen Ray en Donna alleen Felice is niet gelukkig met de relatie. Ze wil er alles aan doen om de relatie te breken. Ze zoekt Ray op als hij aan het werk is en wil hem een cheque geven van $ 10.000, - als hij Donna verlaat, Ray neemt de cheque aan. Als Felice dit aan Donna vertelt dan is ze ontroostbaar en wil Ray niet meer zien. Ray komt bij Donna en legt uit waarom hij de cheque aangenomen heeft, dit heeft hij gedaan om dit aan Donna te laten zien wat Felice van plan is anders zou Donna hem nooit geloven. Donna gelooft hem en is nu boos op haar moeder, ze vertelt aan haar ouders dat ze met kerst niet thuis komt. Van het geld van de cheque kopen ze een ticket voor een reis met een cruiseschip voor LuAnn.
Jim en Cindy maken zich op voor een reis naar Londen om Brenda op te zoeken. Brandon blijft thuis om de kerstdagen door te brengen met Kelly. Kelly blijft daar slapen maar is nog niet helemaal de oude, Brandon mag haar niet helpen met het verwisselen van het verband. Ze schaamt zich te veel, maar als het haar zelf niet lukt dan vraagt zij toch de hulp van Brandon. Hij schrikt van de verwondingen, hij besefte niet dat het zo erg was.
Jesse en Andrea maken zich ook klaar voor de feestdagen. Als ze bij een kerstman zijn willen ze Hannah met de kerstman op de foto zetten, Hannah is hier niet blij mee en zet het op een huilen. Andrea wil haar meteen beschermen en Jesse wil juist dat ze dit allemaal moet leren om hiermee om te gaan. Dit zet hun relatie flink onder druk. Op een gegeven moment als ze thuis zijn dan komt de vriendengroep langs allemaal verkleed als kerstman en nu blijft Hannah rustig tot plezier van haar ouders. Dylan komt ook langs om voor de eerste keer naar Hannah te kijken.
Nu Dylan het briefje heeft gekregen van Erica wil hij actie ondernemen. Hij bezoekt het FBI kantoor voor een gesprek met Christine, ze vertelt hem dat ze weinig kan doen omdat ze er geen mensen voor heeft. Ze belooft hem wel dat ze iemand zal bellen die Dylan kan helpen. Als Dylan thuis is wordt er aangebeld en daar staat Jonesy voor de deur, hij is een detective en wil Dylan wel helpen maar hij vraagt dan de helft van het geld wat is gestolen van Dylan. Dylan is het hier niet mee eens, maar aangezien hij weinig keus heeft gaat hij akkoord.

## Rolverdeling
- Jason Priestley - Brandon Walsh
- Jennie Garth - Kelly Taylor
- Ian Ziering - Steve Sanders
- Gabrielle Carteris - Andrea Zuckerman
- Luke Perry - Dylan McKay
- Brian Austin Green - David Silver
- Tori Spelling - Donna Martin
- Tiffani Thiessen - Valerie Malone
- Carol Potter - Cindy Walsh
- James Eckhouse - Jim Walsh
- Mark D. Espinoza - Jesse Vasquez
- Kathleen Robertson - Clare Arnold
- Joe E. Tata - Nat Bussichio
- Jamie Walters - Ray Pruit
- Michael Durrell - Dr. John Martin
- Stephanie Beacham - Iris McKay
- Katherine Cannon - Felice Martin
- Valerie Wildman - Christine Pettit
- Caroline McWilliams - LuAnn Pruit
- Wings Hauser - J. Jay Jones "Jonesy"
- Nicholas Pryor - Milton Arnold